# Ciclo de energía solar
El ciclo de energía del hidrógeno solar es un ciclo de energía en el que un electrolizador que funciona con energía solar fotovoltaica. Es usado para convertir agua en hidrógeno y oxígeno. El hidrógeno y el oxígeno que es producido de esta forma es almacenado para utilizarse por una batería o pila de combustible para producir electricidad cuando la luz solar no está disponible.

## Funcionamiento
Los paneles fotovoltaicos convierten la luz solar en electricidad. En este ciclo, el exceso de electricidad producido después del consumo de dispositivos conectados al sistema, es utilizado para propulsar un electrolizador. El electrolizador convierte el agua en hidrógeno y oxígeno, el cual es almacenado. Este hidrógeno es utilizado por una batería o pila de combustible para producir electricidad, que puede abastecer de energía a los dispositivos cuando la luz solar no está disponible.

## Características
El ciclo de energía del hidrógeno solar puede ser incorporado utilizando células fotovoltaicas orgánicas de película delgada y células solares de silicio micro cristalino de película delgada. Este ciclo también puede ser incorporado usando las células fotoelectroquímicas solares. Estos solares fueron incorporados desde 1972 para la producción de hidrógeno y es capaz de convertir directamente la luz solar en energía química. 

## Uso del yoduro de hidrógeno
Una solución acuosa de yoduro de hidrógeno ha sido propuesta como una alternativa por el agua como un combustible que podría usarse en este ciclo. La separación del yoduro de hidrógeno es más fácil que la separación del agua al igual que su cambio de energía de Gibbs por descomposición es menor. Por lo tanto, los fotoelectrodos de silicio pueden descomponer el yoduro de hidrógeno en hidrógeno y yodo sin ninguna polarización externa. 

## Ventajas
- Este ciclo es libre de contaminación dado que el único subproducto de este ciclo es agua pura.
- Como una economía que funciona con hidrógeno es más estable que las economías de energía convencionales, este ciclo puede ser incorporado en países políticamente inestables.[3]